# Courtils
Pour les articles homonymes, voir Courtils (homonymie).
Courtils est une commune française, située dans le département de la Manche en région Normandie, peuplée de 219 habitants.

## Géographie
Commune donnant sur la baie du mont Saint-Michel, Courtils est entourée des communes de : Huisnes-sur-Mer, Servon, Précey et Céaux.
| La Manche       |          |       |
|                 | Courtils | Céaux |
| Huisnes-sur-Mer | Servon   |       |

### Hydrographie
La commune est située dans le bassin Seine-Normandie. Elle est drainée par la Guintre, l'Anguille, le ruisseau du Hamel, le Canal et le ruisseau Besnier,,.
La Guintre, d'une longueur de 15 km, prend sa source dans la commune de Précey et se jette  dans la Sée sur la commune, après avoir traversé cinq communes. 

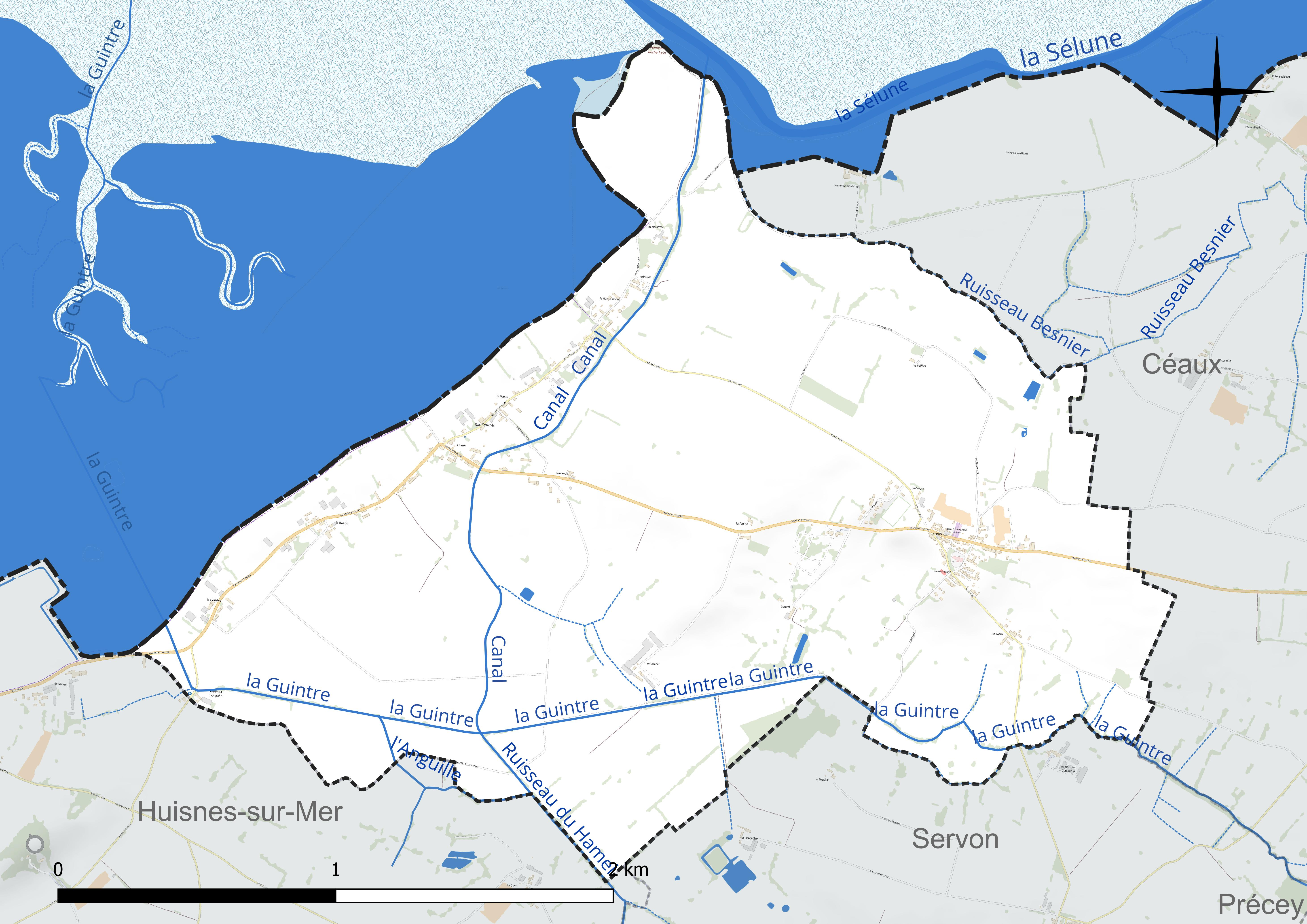
Réseau hydrographique de Courtils.

### Climat
Pour des articles plus généraux, voir Climat de la Normandie et Climat de la Manche.
En 2010, le climat de la commune est de type climat océanique franc, selon une étude du CNRS s'appuyant sur une série de données couvrant la période 1971-2000. En 2020, Météo-France publie une typologie des climats de la France métropolitaine dans laquelle la commune est exposée à un climat océanique et est dans la région climatique  Bretagne orientale et méridionale, Pays nantais, Vendée, caractérisée par une faible pluviométrie en été et une bonne insolation. Parallèlement le GIEC normand, un groupe régional d’experts sur le climat, différencie quant à lui, dans une étude de 2020, trois grands types de climats pour la région Normandie, nuancés à une échelle plus fine par les facteurs géographiques locaux. La commune est, selon ce zonage, exposée à un « climat maritime », correspondant au Cotentin et à l'ouest du département de la Manche, frais, humide et pluvieux, où les contrastes pluviométrique et thermique sont parfois très prononcés en quelques kilomètres quand le relief est marqué.
Pour la période 1971-2000, la température annuelle moyenne est de 11,4 °C, avec une amplitude thermique annuelle de 12,1 °C. Le cumul annuel moyen de précipitations est de 783 mm, avec 13,1 jours de précipitations en janvier et 7,5 jours en juillet. Pour la période 1991-2020, la température moyenne annuelle observée sur la station météorologique la plus proche, située sur la commune de Pontorson à 11 km à vol d'oiseau, est de 11,9 °C et le cumul annuel moyen de précipitations est de 821,3 mm,. Pour l'avenir, les paramètres climatiques de la commune estimés pour 2050 selon différents scénarios d’émission de gaz à effet de serre sont consultables sur un site dédié publié par Météo-France en novembre 2022.

## Urbanisme

### Typologie
Au 1er janvier 2024, Courtils est catégorisée commune rurale à habitat dispersé, selon la nouvelle grille communale de densité à sept niveaux définie par l'Insee en 2022.
Elle est située hors unité urbaine et hors attraction des villes,.
La commune, bordée par la Manche, est également une commune littorale au sens de la loi du 3 janvier 1986, dite loi littoral. Des dispositions spécifiques d’urbanisme s’y appliquent dès lors afin de préserver les espaces naturels, les sites, les paysages et l’équilibre écologique du littoral, tel le principe d'inconstructibilité, en dehors des espaces urbanisés, sur la bande littorale des 100 mètres, ou plus si le plan local d’urbanisme le prévoit.

### Occupation des sols
L'occupation des sols de la commune, telle qu'elle ressort de la base de données européenne d’occupation biophysique des sols Corine Land Cover (CLC), est marquée par l'importance des territoires agricoles (99,5 % en 2018), une proportion identique à celle de 1990 (99,5 %). La répartition détaillée en 2018 est la suivante : terres arables (68,7 %), zones agricoles hétérogènes (24,4 %), prairies (6,4 %), zones humides côtières (0,5 %). L'évolution de l’occupation des sols de la commune et de ses infrastructures peut être observée sur les différentes représentations cartographiques du territoire : la carte de Cassini (XVIIIe siècle), la carte d'état-major (1820-1866) et les cartes ou photos aériennes de l'IGN pour la période actuelle (1950 à aujourd'hui).

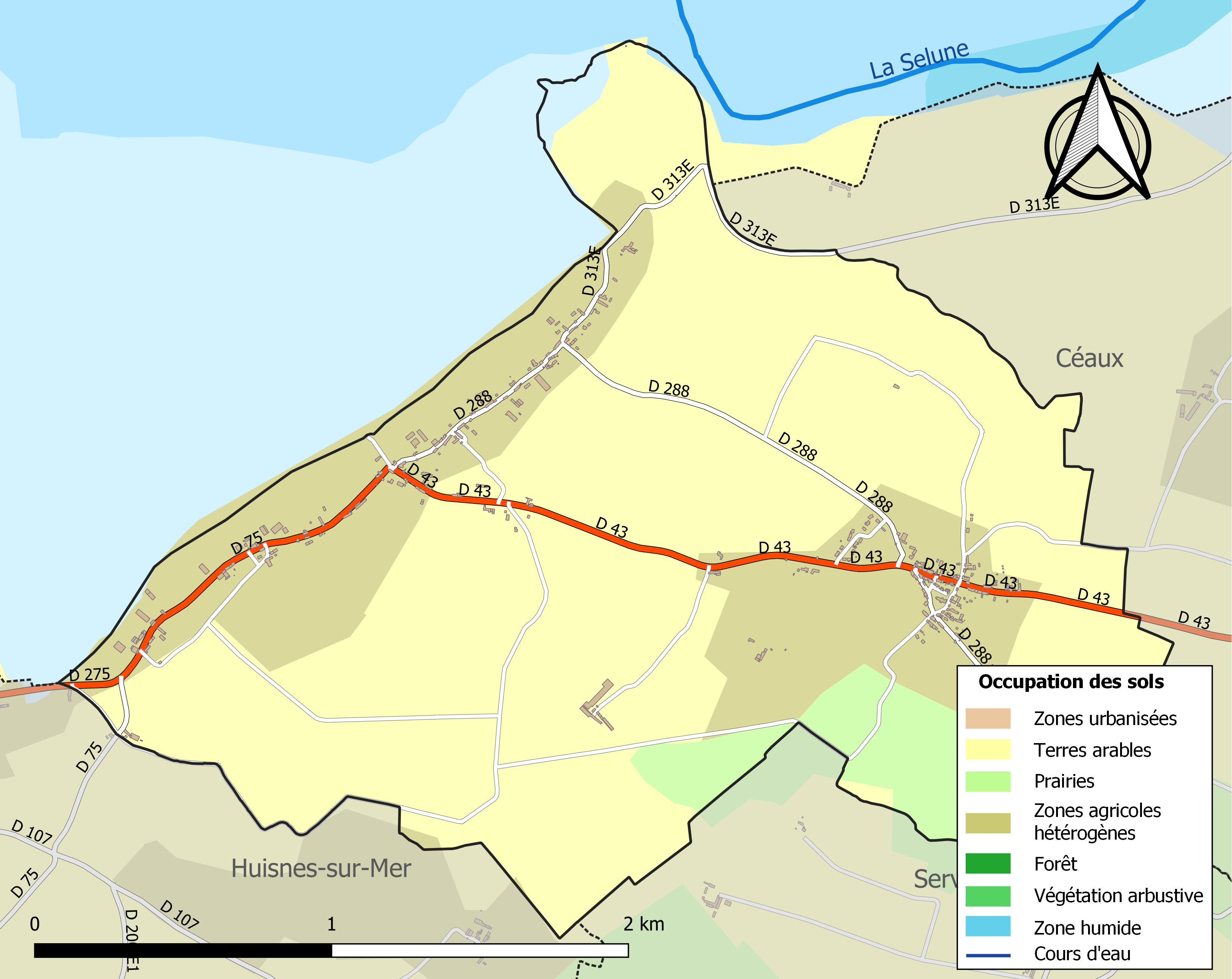
Carte des infrastructures et de l'occupation des sols de la commune en 2018 (CLC).

## Toponymie
Attestée sous la forme Cortils en 1229.
Toponyme médiéval précoce (étant donné l'absence d'article) issu de l'ancien français cortil « petite cour ; jardin ; enclos de toute sorte », employé au pluriel. Il n'est pas interdit de penser que cette appellation pourrait ici faire allusion aux très nombreuses salines ayant autrefois existé à Courtils ; cependant, ce sens particulier, théoriquement issu de celui de « parcelle close », n'est pas formellement attesté.
Le gentilé est Courtillais.

## Histoire
Au XIIe siècle, Hugues de Courtils qui avait le patronage de l'église est le premier seigneur connu. En 1150, il la donne à Richard de Subligny, évêque d'Avranches.
On compte quatorze soldats « morts pour la France » pendant la Première Guerre mondiale d'après le monument aux morts de la commune placé dans le cimetière municipal.

## Politique et administration
| Période                                  | Période   | Identité           | Étiquette | Qualité                     |
| ---------------------------------------- | --------- | ------------------ | --------- | --------------------------- |
| juin 1995                                | mars 2001 | Jean-Jacques Conan |           | Militaire retraité          |
| mars 2001                                | mars 2008 | René Segouin       |           |                             |
| mars 2008                                | mars 2014 | Gérard Chauvois    | SE        | Restaurateur                |
| mars 2014                                | mars 2021 | Guy Polfliet       |           | Directeur d'agence bancaire |
| mai 2021                                 | En cours  | Bernard Lair       |           | Mécanicien à la retraite    |
| Les données manquantes sont à compléter. |           |                    |           |                             |

## Démographie
L'évolution du nombre d'habitants est connue à travers les recensements de la population effectués dans la commune depuis 1793. Pour les communes de moins de 10 000 habitants, une enquête de recensement portant sur toute la population est réalisée tous les cinq ans, les populations de référence des années intermédiaires étant quant à elles estimées par interpolation ou extrapolation. Pour la commune, le premier recensement exhaustif entrant dans le cadre du nouveau dispositif a été réalisé en 2007.
En 2022, la commune comptait 219 habitants, en évolution de −2,67 % par rapport à 2016 (Manche : −0,31 %, France hors Mayotte : +2,11 %).
| 1793 | 1800 | 1806 | 1821 | 1831 | 1836 | 1841 | 1846 | 1851 |
| ---- | ---- | ---- | ---- | ---- | ---- | ---- | ---- | ---- |
| 754  | 743  | 705  | 726  | 723  | 715  | 661  | 693  | 646  |

| 1856 | 1861 | 1866 | 1872 | 1876 | 1881 | 1886 | 1891 | 1896 |
| ---- | ---- | ---- | ---- | ---- | ---- | ---- | ---- | ---- |
| 583  | 647  | 557  | 525  | 507  | 476  | 460  | 425  | 368  |

| 1901 | 1906 | 1911 | 1921 | 1926 | 1931 | 1936 | 1946 | 1954 |
| ---- | ---- | ---- | ---- | ---- | ---- | ---- | ---- | ---- |
| 386  | 380  | 392  | 330  | 296  | 339  | 348  | 308  | 291  |

| 1962 | 1968 | 1975 | 1982 | 1990 | 1999 | 2006 | 2007 | 2012 |
| ---- | ---- | ---- | ---- | ---- | ---- | ---- | ---- | ---- |
| 275  | 273  | 231  | 224  | 271  | 257  | 250  | 249  | 216  |

| 2017 | 2022 | - | - | - | - | - | - | - |
| ---- | ---- | - | - | - | - | - | - | - |
| 229  | 219  | - | - | - | - | - | - | - |

## Économie
Au XIXe siècle on comptait quarante salines.

## Lieux et monuments

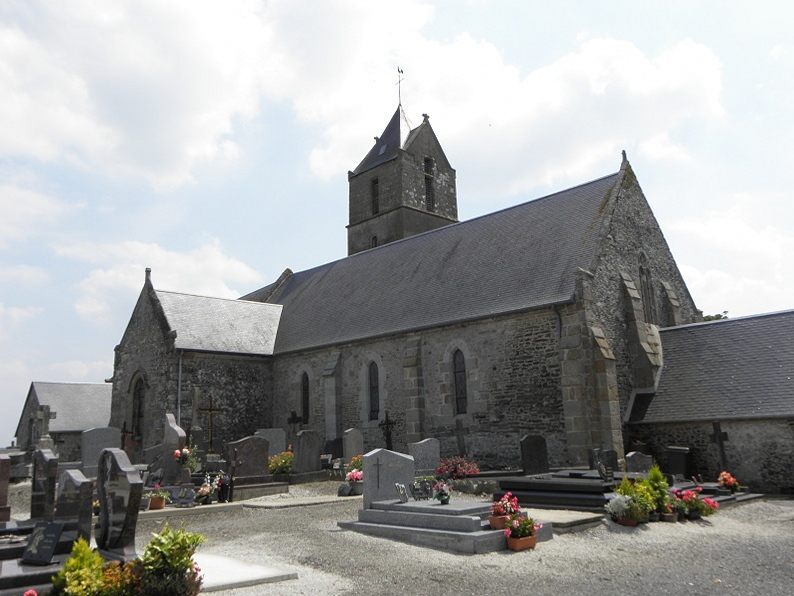
L'église paroissiale de Courtils.

- Église paroissiale Saint-Pierre (XIe – XVe siècles) avec un grand avant-porche à la voûte lambrissée. Elle abrite une chaire à prêcher (XVIIe), un chasublier (XVIIe), un tableau représentant l'Adoration des mages (XVIIIe), des bas-reliefs en bois sculpté (XVIe), un maître-autel et tabernacle (XVIIIe) et deux médaillons : un vieillard et une femme (XVIe), classés au titre objet aux monuments historiques[31], une sablière (XVIe), un bénitier et chaire à prêcher (XVIIe)[22].
- La Maison de la Baie - Relais de Courtils était un centre d'interprétation qui présentait le processus de formation de la baie du Mont Saint-Michel et son évolution afin de permettre de comprendre les travaux menés au cours des années 2000 pour préserver son insularité. Le centre ouvert en 1995 a fermé en 2010.
- Croix de cimetière (XIXe siècle), calvaire dans le jardin de l'école[22].

## Personnalités liées à la commune
- Pierre Foursin (1852 à Courtils - 1916), fondateur de Montmartre (Saskatchewan), vice-président du conseil général de la Seine.